# エドムント・ハイネス
エドムント・ハイネス（Edmund Heines、1897年7月21日 - 1934年6月30日）は、ドイツの政治家。国家社会主義ドイツ労働者党（ナチ党）の突撃隊隊員。突撃隊大将。突撃隊幕僚長だったエルンスト・レームとの公私にわたる親密な関係にあったが、長いナイフの夜の際に粛清された。

## 来歴

### 生い立ち
1897年、ハイネスはミュンヘンの商人エドムント・フォン・パリシュと彼に仕えるメイドのヘレーネ・マルタ・ハイネスとの間に私生児として生まれる。弟妹には同母弟オスカー・ハイネスと、異母妹ヘルミーネ・フォン・パリシュがいる。
1903年から1915年までミュンヘンの国民学校、ギムナジウム及び実科ギムナジウムに通う。1915年にバイエルン陸軍に入隊し、第一次世界大戦では西部戦線に従軍。同年に負傷し勲章を授与され、1918年に中尉で除隊した。

### ナチ党での活動
1919年にベルリンで活動するロスバッハ義勇軍に参加しカップ一揆に参加した。ハイネスはミュンヘン支部の指導者になったが、1922年2月にロスバッハ義勇軍が解散させられた際に義勇軍本部の指令で国家社会主義ドイツ労働者党（ナチ党）に入党し、同時に突撃隊に参加した。ミュンヘン一揆の際には3つの突撃隊大隊の1つ突撃隊第3大隊の指揮官として参加し、一揆失敗後に逮捕され禁固15カ月の判決を受け、アドルフ・ヒトラーと共にランツベルク刑務所に収監され、1924年9月に釈放される。釈放後は、エルンスト・レームが創設した突撃隊の偽装組織フロントバンに参加した。
1925年にナチ党が再結成すると再び突撃隊に入隊。1926年に突撃隊大佐に昇進するが、1927年5月31日に同性愛容疑でアドルフ・ヒトラーの逆鱗に触れて一時突撃隊を追われた。1929年にはドイツ共産党党員殺害の容疑で起訴され有罪判決を受けたが、犯行動機が「愛国的だった」ためにすぐに釈放された。釈放後、短期間ながら第10突撃隊連隊「ミュンヘン＝ラント」の指導者を務めた後、1930年にアドルフ・ワーグナーの副官となり、同時にミュンヘン＝ハイドハウゼンの地区指導者となった。また大ミュンヘン大管区の宣伝部長を5月より務めた。また6月から11月までの短期間オーバープファルツの大管区指導者代行と突撃隊指導者となった。
1930年ドイツ国会選挙では、選挙区8区（当時ドイツ領だったリーグニッツ）から選出されて国会議員となり、1931年5月1日に突撃隊副幕僚長、7月31日から突撃隊集団「シュレージエン」の指導者となった。1932年5月12日、国会のレストランで、レームの同性愛を記事にしたジャーナリストのヘルムート・クロッツ暴行事件に関与した。そのため、ハイネスは暴行に関与した3人のナチ党議員（フリッツ・ヴァイツェル、ヴィルヘルム・シュテークマン、ハンス・クラウゼ）とともに30日間の登院停止処分を受けた後、5月24日に禁固3か月の有罪判決を受ける。

### ナチ党政権

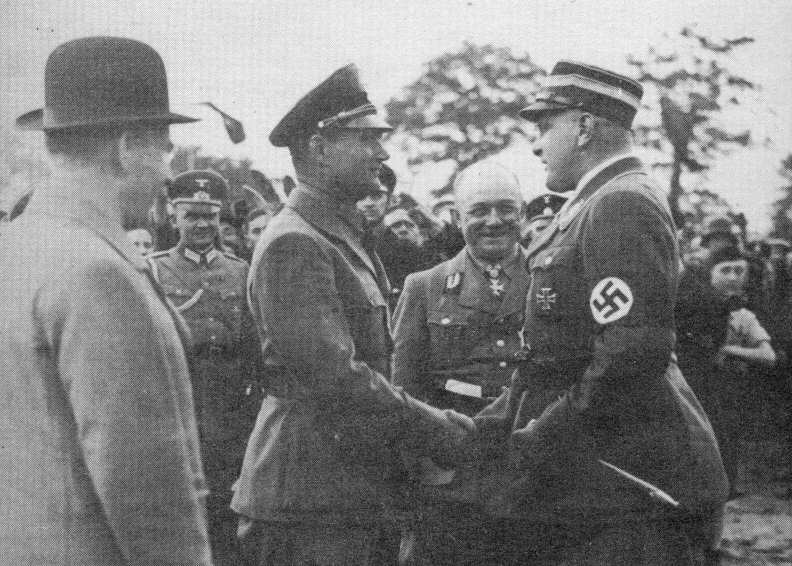
左からヘス、ブリュックナー、ハイネス（1933年）

1933年のナチ党の権力掌握後、ヘルムート・ブリュックナーによりシュレージエン副大管区指導者に任命された。また、3月25日にブレスラウ警察長官にも就任し、ブレスラウ＝デュリゴイ強制収容所を建設した。同収容所には元国会議長パウル・レーベが他の収容所から移送されてきたが、これはクロッツ暴行事件の際に登院停止処分を受けた報復と見られている。全国防空団の第「XV」地方集団（シュレージエン）指導者となる。
5月1日からは突撃隊上級集団「I」指導者となる。また7月1日から1934年3月14日までの間突撃隊上級集団「III」指導者も兼任した。9月14日にプロイセン州評議員の一人となった。1934年にはプロイセン州ニーダーシュレージエン県議会議員。3月15日には新設された突撃隊上級集団「VIII」の指導者に任命された。

### 長いナイフの夜

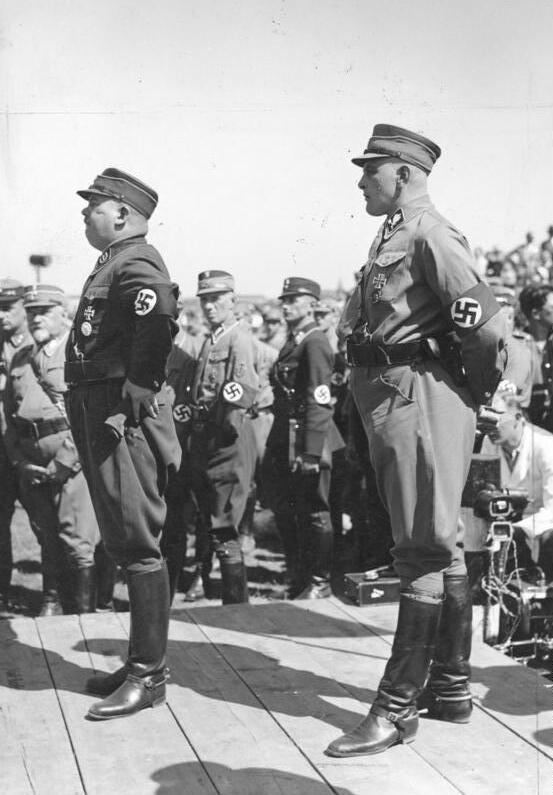
レームとハイネス（1933年）

1934年6月28日、突撃隊幹部の粛清を決意したヒトラーは、レームやハイネス他突撃隊幹部に対して会合を提案してバート・ヴィースゼーに呼び集めた。6月30日5時30分頃にヒトラー自らが率いる親衛隊が到着し、レーム共々逮捕された。
1946年にエーリヒ・ケンプカが証言した内容によると、ヒトラーが部屋に乗り込んだ際、ハイネスは18歳の青年と同性愛の最中であったという。ヒトラーは5分以内に服を着るように命令し、他の部屋の突撃隊幹部の逮捕に向かった。しかし、ヒトラーが部屋に戻ってもハイネスが服を着ていなかったことに激怒し、そのまま逮捕するように親衛隊員に命令したという。また、ヒトラーに同道していた突撃隊幹部ヴィクトール・ルッツェの日記よると、この際にハイネスはルッツェに「ルッツェ。俺は何もしていない。助けてくれ」と叫んだが、板挟みのルッツェは「俺は何もしてやれない。俺は何もできない」と述べるしかなかったという。
逮捕後、ハイネスはレームら他の突撃隊幹部と共にシュターデルハイム刑務所へ投獄された。ヒトラーはレームの処刑についてはしばらく悩み、処刑を翌日まで許可しなかったが、ハイネスら他の突撃隊幹部の処刑は許可した。夕方、ヨーゼフ・ディートリヒら「ライプシュタンダルテ・アドルフ・ヒトラー」部隊員が現れ、アウグスト・シュナイトフーバー、ヴィルヘルム・シュミット、ペーター・フォン・ハイデブレック、ハンス・フォン・シュプレーティ＝ヴァイルバッハ、ハンス・ハインの5名と共に中庭へ連れて行かれて銃殺された。
また、突撃隊中佐になっていた弟オスカーは7月1日のラジオ放送で兄の処刑を知り、ヴェルナー・エンゲルス突撃隊中佐と共にブレスラウ警察本部に出頭し、親衛隊に逮捕された。2人は翌2日早朝にウード・フォン・ヴォイルシュにより銃殺された。

## 人物

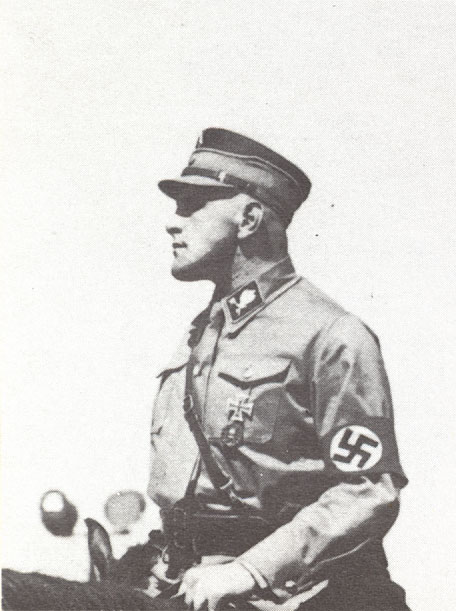
エドムント・ハイネス（1931年）

- ハイネスは多くの人々から嫌悪されると同時に恐怖の対象として見られており、彼らはハイネスを残忍で無慈悲なサディストだと感じていた[22]。また、共産党員殺害や国会での暴行事件など数々の犯罪歴が、ハイネスを一層反社会的な人物として印象付けた[23]。ハイネスについて、伝記作家のコンラート・ハイデン（英語版）は「怪物」、歴史家のフリッツ・スターン（英語版）は「卑劣な男」と評している[24]。また、ブレスラウで幼少期を過ごしたスターンは「1934年6月30日に、あの"血塗れの男"が死んだと聞いた時、私たちは大いに喜んだ」と語っている[25]。ナチ党内部においても、ヒトラーを始め党幹部たちから毛嫌いされていたが、上官のレームからは全幅の信頼を置かれていた（レームとは同性愛関係にあったと言われている[26]）。また、ヨーゼフ・ゲッベルスとアルフレート・ローゼンベルクは、長いナイフの夜の際に日記の中でハイネスに同情する記述を残している[27]。
- さらに、同性愛者だったことも嫌悪される原因の一つとなっている。1931年4月には、左派系新聞ミュンヒナー・ポスト（ドイツ語版）によって、ハイネスとレームの同性愛が報じられている[28]。親衛隊全国指導者ハインリヒ・ヒムラーは、1933年7月にハイネスと彼の副官ハンス・ヴァルター・シュミット（ドイツ語版）の「壊滅的な性癖」についての調査をブリュックナーに依頼しており、この際に収集された情報は長いナイフの夜の弾劾資料として利用された[29]。
- ジャーナリストのセフトン・デルマーは、ハイネスの容姿について、「背が高く、青い目をした男」「人殺しの顔」と語っており[30]、歴史家のウィリアム・シャイラーは「少女のような顔つき」と表現している[31]
- 信仰はプロテスタントであった[32]。

## キャリア

### 階級
出典
- 予備役少尉（1918年）
- 突撃隊少尉（1926年）
- 突撃隊大佐（1926年）
- 突撃隊上級大佐（1931年）
- 突撃隊中将（1931年10月14日）
- 突撃隊大将（1933年4月20日）

### 受章
出典
- 鉄十字勲章
  - 一級鉄十字章（1916年）
  - 二級鉄十字章（1916年3月11日）
- 戦傷章
  - 黒章（1918年）
- 突撃隊名誉短剣（1934年1月）
- 古参闘士名誉章（突撃隊、1934年2月）